# Virginia
För andra betydelser, se Virginia (olika betydelser).
Virginia är en delstat i östra USA, belägen längs med dess östkust. Den täcker 109 600 kvadratkilometer och hade 2018 8,5 miljoner invånare.
Virginias delstatshuvudstad heter Richmond, men den största staden är Virginia Beach. Norr om Virginia ligger delstaterna West Virginia och Maryland samt Columbiadistriktet med USA:s huvudstad Washington, D.C., vars storstadsområde sträcker sig in i Virginia. I söder ligger delstaterna North Carolina och Tennessee, i väster ligger West Virginia och Kentucky, och österut ligger Atlanten. 
Sammanlagt åtta av USA:s presidenter är födda i delstaten (George Washington, Thomas Jefferson, James Madison, James Monroe, William Henry Harrison, John Tyler, Zachary Taylor och Woodrow Wilson).

## Historia
Den första permanenta bosättningen av vita hette Jamestown, efter kung Jakob I av England (på engelska James I), som grundades år 1607. Namnet på den tidigare kolonin och dagens delstat syftar på den ogifta drottningen av England, Elisabet I, som kallades Jungfrudrottningen, på engelska The Virgin Queen.
Virginia är en av de ursprungliga 13 brittiska kolonier som år 1776 utropade det självständiga USA, och bestod då av landområdena som utgör dagens Virginia och West Virginia. Från 1788 ingick också Kentucky, som dock avskildes och blev en egen delstat från 1792. När District of Columbia bildades 1791, fick distriktet en bit mark från Virginia, som dock återbördades 1846. 
Virginia räknas som en sydstat eftersom den hörde till den grupp av delstater som lämnade unionen (förbundsrepubliken) på grund av meningsmotsättningar med nordstaterna i slaverifrågan och som bildade utbrytarkonfederationen Amerikas konfedererade stater under USA:s inbördeskrig på 1860-talet. West Virginia var den del av Virginia som inte ville lämna USA under inbördeskriget, i stället lämnade de Virginia och blev upptagna 1863 som en egen delstat i USA.

## Styre och politik

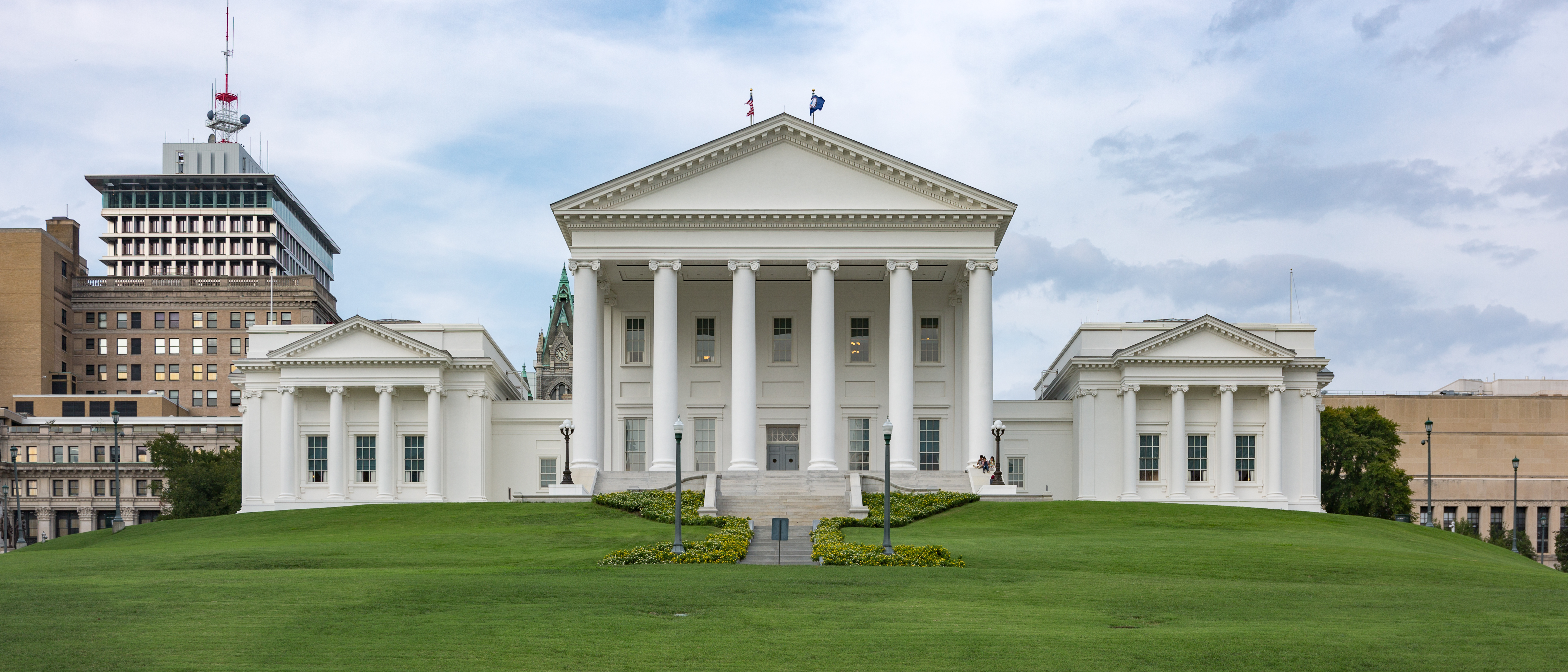
Virginia State Capitol i huvudstaden Richmond, ritad av Thomas Jefferson, är säte och mötesplats för Virginias generalförsamling.

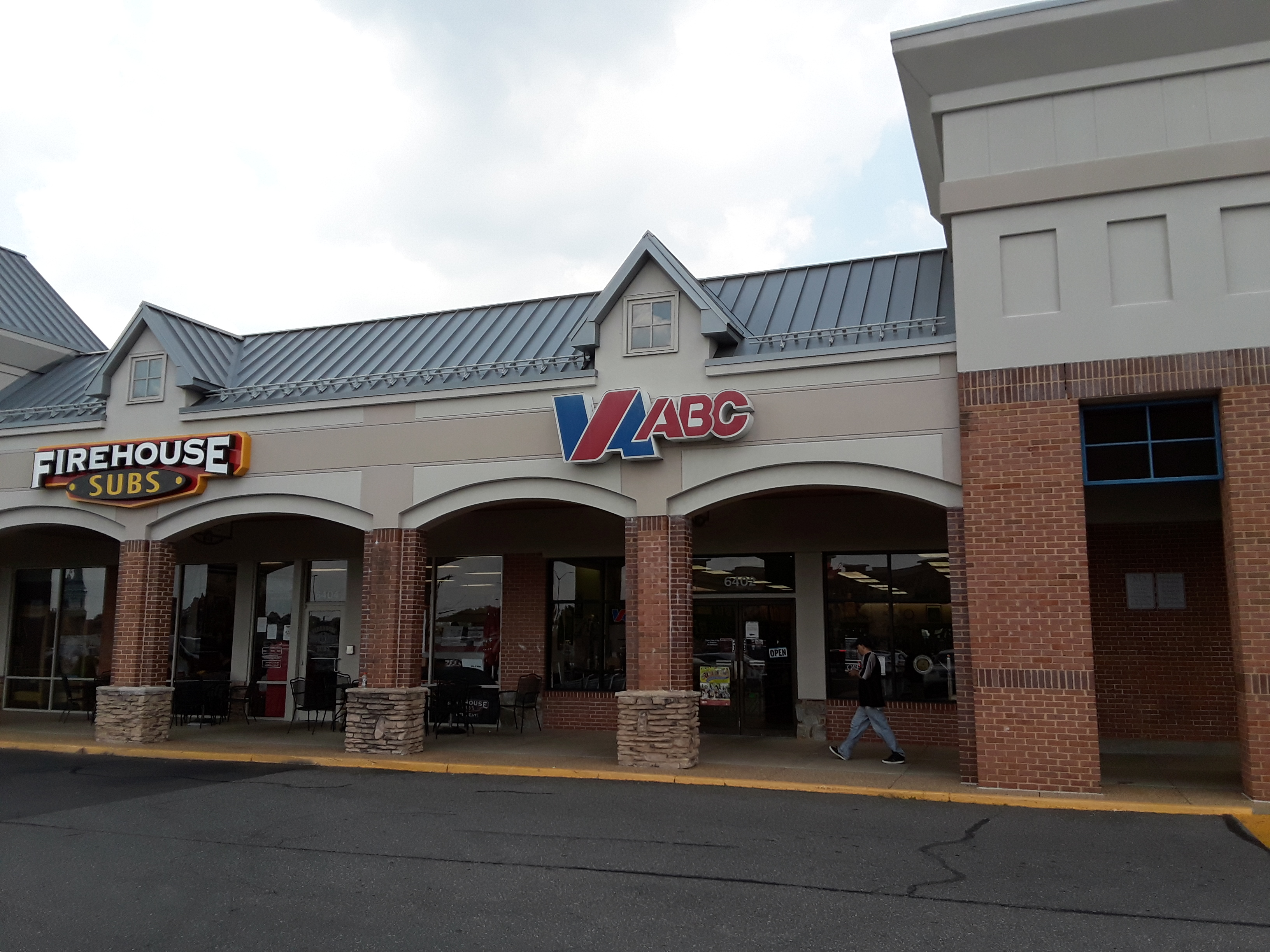
Virginia ABC-butik i Springfield.

Virginia var den första kolonin i Nordamerika med engelsktalande bosättare och det första kolonialstyret grundades år 1607. Williamsburg var huvudstad från 1699 till 1780. I likhet med USA:s federala statsmakt så är Virginias delstatsstyre indelat i tre olika grenar av statsmakten som syftar till att upprätthålla en maktfördelning dem emellan. Den nu gällande grundlagen antogs 1971 och är den sjuttonde i ordningen. 
Guvernören utgör det högsta organet av den verkställande makten (motsvarande USA:s president på federal nivå), och denne är direktvald på en mandatperiod som är fyraårig, men som inte kan förnyas direkt efter avtjänad mandatperiod. Även viceguvernören (Lieutenant Governor) och delstatens Attorney General är folkvalda. Generalförsamlingen (General Assembly), som är delstatens legislatur består av två kamrar: delegathuset (House of Delegates) med 100 ledamöter, samt senaten med 40 ledamöter. Till skillnad från många andra delstater är det generalförsamlingen, istället för guvernören, som tillsätter domare i delstatens domstolar. Domstolsväsendet består hierarkiskt av en högsta domstol (Virginia Supreme Court) bestående av sju domare, en appellationsdomstol (Court of Appeals of Virginia) bestående av elva domare, samt distriktsdomstolar med jury på den lägsta nivån.
Virginia State Police är den primära delstatliga poliskåren. Virginias nationalgarde består av två försvarsgrenar: arménationalgardet bestående av cirka 7 500 man och flygnationalgardet med cirka 1 200 man. 
Virginia tillämpar aktivt dödsstraffet och har avrättat 102 personer sedan 1982. I Virginia har delstaten försäljningsmonopol i detaljhandeln av starksprit.

### Administrativ indelning
Virginia består av 92 countyn och 39 fristående städer.
- Lista över countyn i Virginia

Över 36 procent av befolkningen, närmare 3,1 miljoner invånare, bor i norra Virginia som är en del av Washingtons storstadsområde.

## Utbildning
Städerna och delstatens countyn är huvudmän för den obligatoriska grundskolan (K-12) och läroplanen fastställs av delstatens utbildningsdepartment. Se även Utbildning i USA.
Bland mer kända universitet i Virginia finns:
- George Mason University
- The College of William & Mary
- Virginia Military Institute
- Virginia Polytechnic Institute and State University
- University of Virginia

## Större städer

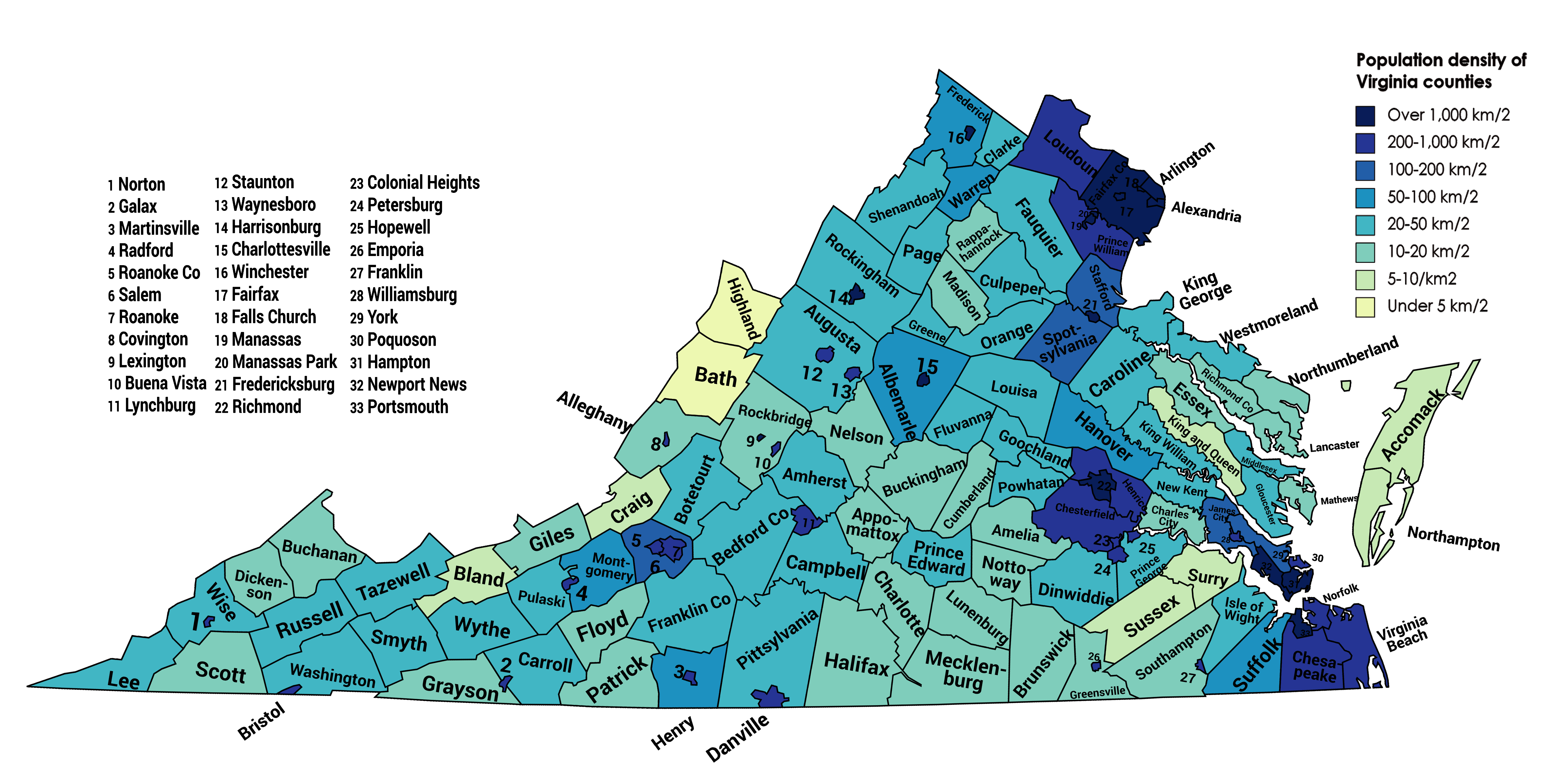
Befolkningstäthet i Virginias countyn och fristående städer (2020).

De tio största städerna i Virginia (2010).
- Virginia Beach - 437 994
- Norfolk - 242 803
- Chesapeake - 222 209
- Richmond - 204 214
- Newport News - 180 719
- Alexandria - 139 966
- Hampton - 137 436
- Roanoke - 97 032
- Portsmouth - 95 535

## Kända personer födda i Virginia
- David Arquette, skådespelare

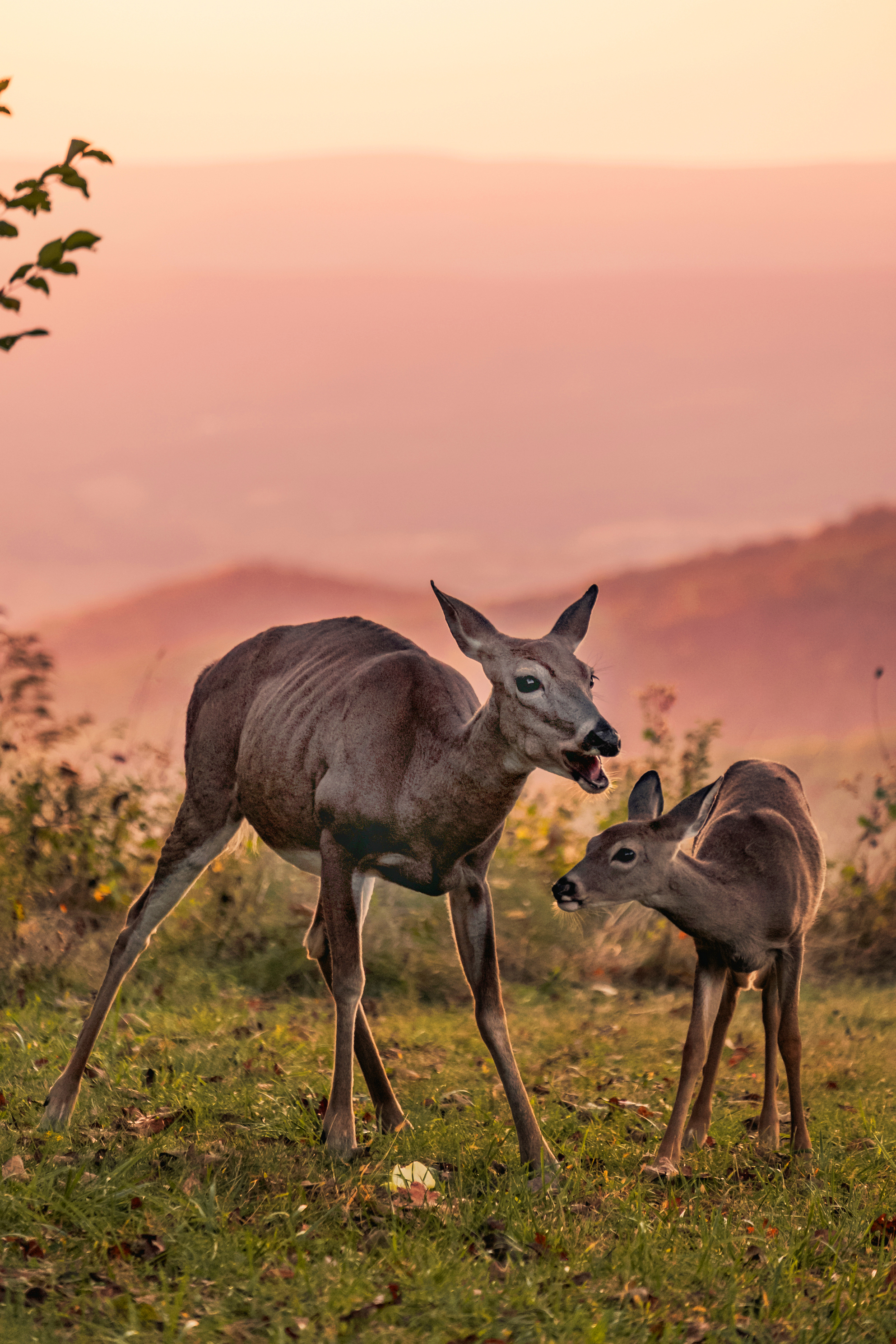
Vitsvanshjort finns i upp till 7 000 i antal i Shenandoah nationalpark.

- Warren Beatty, skådespelare, regissör
- Chris Brown, sångare
- Hilarie Burton, skådespelare
- Mark Oliver Everett, sångare och låtskrivare
- Ella Fitzgerald, sångerska
- William Henry Harrison, USA:s nionde president
- Audrey Hollander, porrskådespelare
- Sam Houston, general och statsman
- Allen Iverson, basketspelare
- Thomas Jefferson, USA:s tredje president
- Robert E. Lee, sydstatsgeneral
- Rob Lowe, skådespelare
- Shirley MacLaine, skådespelare och författare
- James Madison, USA:s fjärde president
- Jason Mraz, sångare och låtskrivare
- George C. Scott, skådespelare
- George Washington, USA:s förste president
- Pharrell Williams, sångare och låtskrivare